# Sanitz (Adelsgeschlecht)
Sanitz ist der Name eines ursprünglich neumärkischen, später auch Preußen dienenden und in Mecklenburg begüterten, heute erloschenen Adelsgeschlechtes.
Die Familie ist von einem gleichnamigen, ebenfalls abgegangenen pommerschen Geschlecht, wenigstens wappenverschieden.

## Geschichte
Die Sanitz wurden 1337 zu Rehfeld urkundlich genannt und war im ausgehenden Mittelalter verbreitet und reich begütert. Mehrere Glieder der Familie konnten später als Offiziere in schwedischen Diensten, vor allem aber in der preußischen Armee zu höheren Ehren gelangen. Vier Söhne der Familie stiegen bis zum Generalsrang auf, das Infanterieregiment (Nr. 50) „v. Sanitz“ zeitweise nach seinem Inhaber Karl Wilhelm von Sanitz benannt.

## Güterbesitz
Die Familie war in der Neumark auf Birkholz, Braunsfelde (1490–1780), Breitenstein, Falkenstein, Lichtenow, Wildenow je im Kreis Friedeberg, auf Hitzdorf im Kreis Arnswalde, Rehfeld im Kreis Soldin, sowie ab dem Jahre 1802 zu Berebusz, Dzworowo und Pawlowo im Großherzogtum Posen, zudem auf Kittendorf bei Stavenhagen in Mecklenburg begütert.
Ob Alt Kugelwitz und Karzin im pommerschen Kreis Schlawe zu den Gütern der Familie gehörten oder im Besitz der pommerschen Sanitz waren, bleibt vor der Quellenlage undeutlich. Letztere waren immerhin von 1569 bis 1665 ebd. zu Stemnitz besitzlich.

## Wappen
Das Stammwappen zeigt in Silber drei Weinstöcke, je mit einer blauen Traube, auf grünem Boden. Auf dem gekröntem Helm mit blau-silbernen Decken einer der Weinstöcke zwischen zwei roten (variiert auch weiß oder rot und weiß) Straußenfedern.

## Angehörige
- Bernhard von Sanitz (1698), schwedischer Generalmajor und Erbherr auf Kittendorf
- Albrecht von Sanitz (1830–1890), preußischer Generalleutnant
- Karl Wilhelm von Sanitz (1747–1821), preußischer Generalleutnant
- Ludwig von Sanitz (1783–1836), preußischer Generalmajor